# Matt Beaumont
Matt Beaumont je britský spisovatel, dříve pracující v reklamní agentuře. Společně s jeho ženou, spisovatelkou Maria Beaumont, mají 2 děti a žijí v Londýně. 

## Dílo
- e (2000)
- The e Before Christmas (2000)
- The Book, the Film, the T-shirt (2002)
- Staying Alive (2004)
- Where There's a Will (původně Good Fella, 2007)
- Small World (2008)
- e Squared (2009)